# Gare de Saint-Hilaire (Indre)
Pour les articles homonymes, voir Gare de Saint-Hilaire (homonymie).
La gare de Saint-Hilaire (Indre) est une gare ferroviaire française fermée, de la ligne de Montmorillon à Saint-Aigny - Le Blanc, située sur le territoire de la commune de Saint-Hilaire-sur-Benaize, dans le département de l'Indre, en région Centre-Val de Loire.
Elle est mise en service en 1888 par la Compagnie du chemin de fer de Paris à Orléans (PO) et elle est fermée au service des voyageurs en 1933.

## Situation ferroviaire
Établie à 116 mètres d'altitude, la gare de Saint-Hilaire est située au point kilométrique (PK) 28,4 de la ligne de Montmorillon à Saint-Aigny - Le Blanc (fermée et désaffectée), entre les gares de Liglet et de Saint-Aigny - Le Blanc.
La ligne et les gares sont fermées et désaffectées du service ferroviaire.

## Histoire
La station de Saint-Hilaire est mise en service le 13 juin 1888 par la Compagnie du chemin de fer de Paris à Orléans (PO), lorsqu'elle ouvre à l'exploitation la section de La Trimouille au Blanc. Cette même année, la recette de la station est de 6 328 francs.
Elle est fermée au service des voyageurs le 1er mars 1933.

## Patrimoine ferroviaire
La gare est répertoriée à l'inventaire général du patrimoine culturel, depuis le 24 juin 2008. Le site de la gare comporte l'ancien bâtiment voyageurs, modèle type de la Compagnie du PO, à trois portes et un étage. On y trouve également une halle à marchandises, un abri de quai et un puits ferré.

Galerie de photographies de 2013
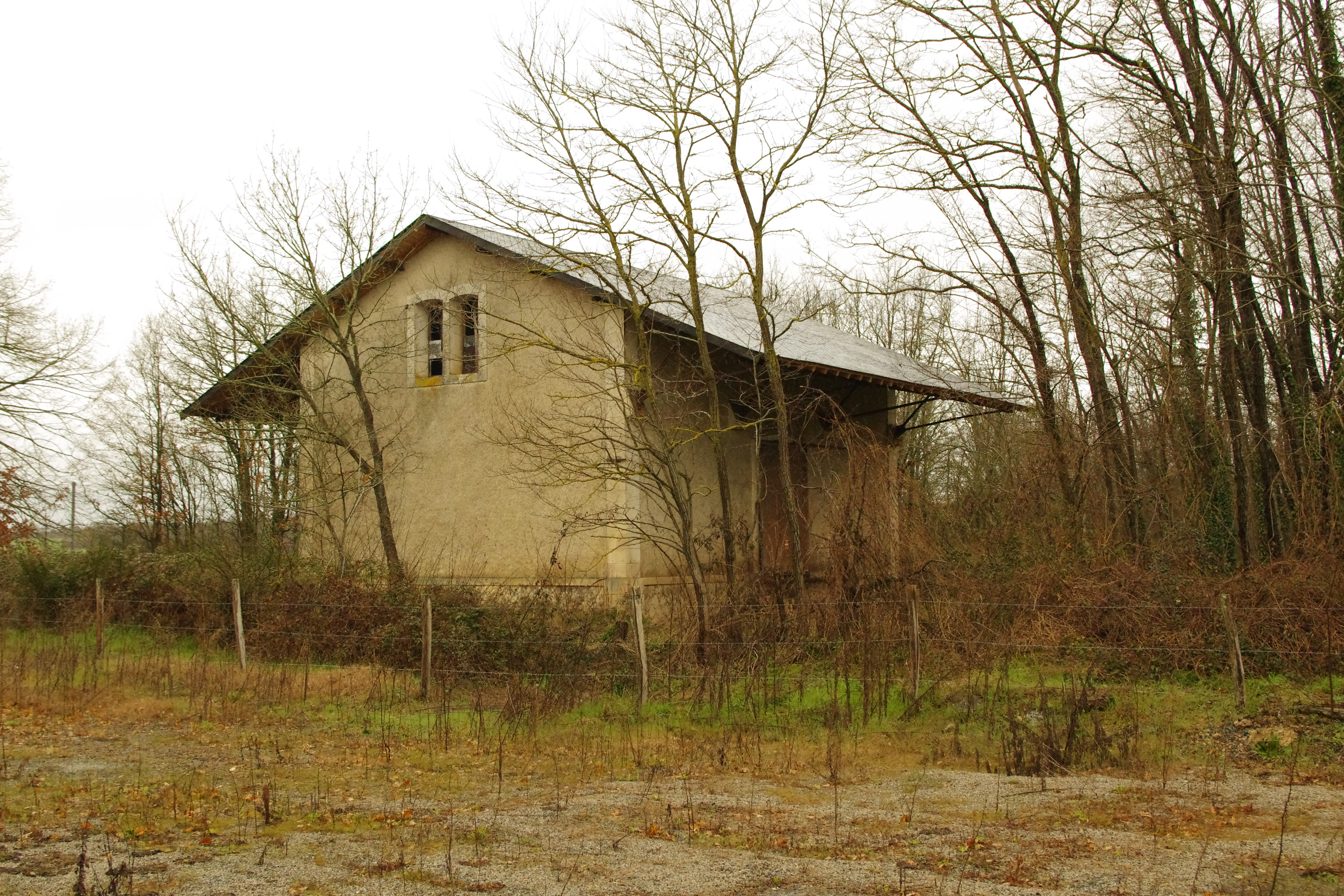
La halle à marchandises.
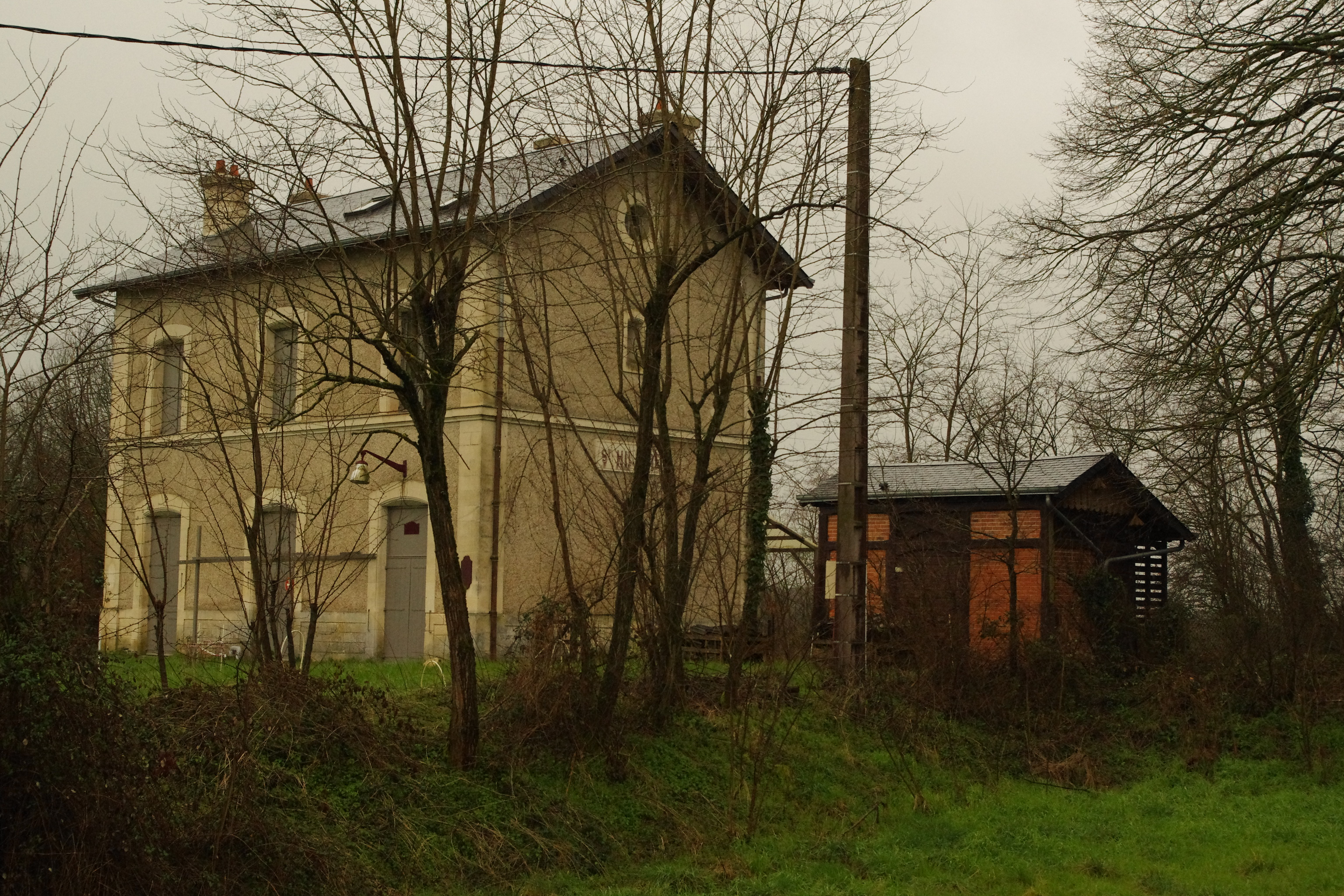
Le bâtiment voyageurs et l'abri de quai.
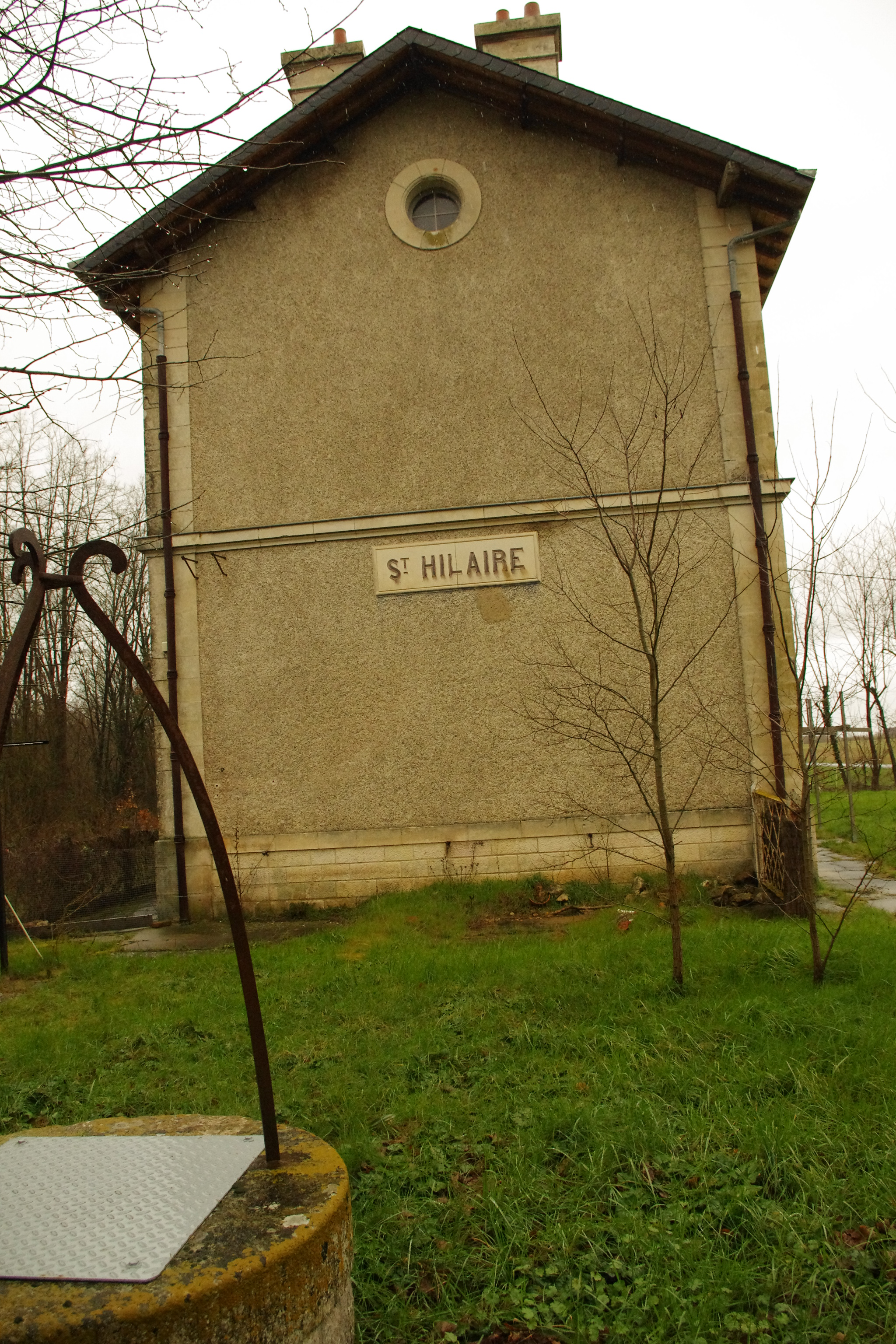
Le bâtiment voyageurs et un puits ferré.